# Ro60-0213
Ro60-0213 (Org 35032) je lek koji je razvila kompanija Hoffmann–La Roche. On je potentan i selektivan agonist  serotoninskog receptora, koji je više od 100 sto puta je selektivniji nego za blisko srodne tipove receptora. On ima neznatni afinitet za druge receptore. Ro60-0213 je inicijalno razvijen kao potentan antidepresiv, ali je njegov razvoj prekinut u toku ranih kliničkih ispitivanja zbog toksičnosti. Visoka selektivnost ga čini podesnim oruđem u istraživanjima serotoninskih receptora.

## Spoljašnje veze
|  | Molimo Vas, obratite pažnju na važno upozorenje u vezi sa temama iz oblasti medicine (zdravlja). |